# Louis Camille Maillard

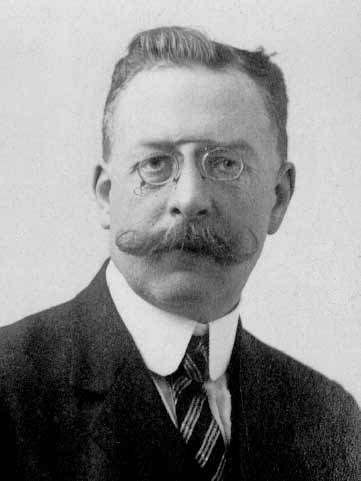
Louis Camille Maillard

Louis Camille Maillard (ur. 4 lutego 1878, zm. 12 maja 1936) – francuski chemik i lekarz.
Zobacz też: Reakcja Maillarda